# Web Developer

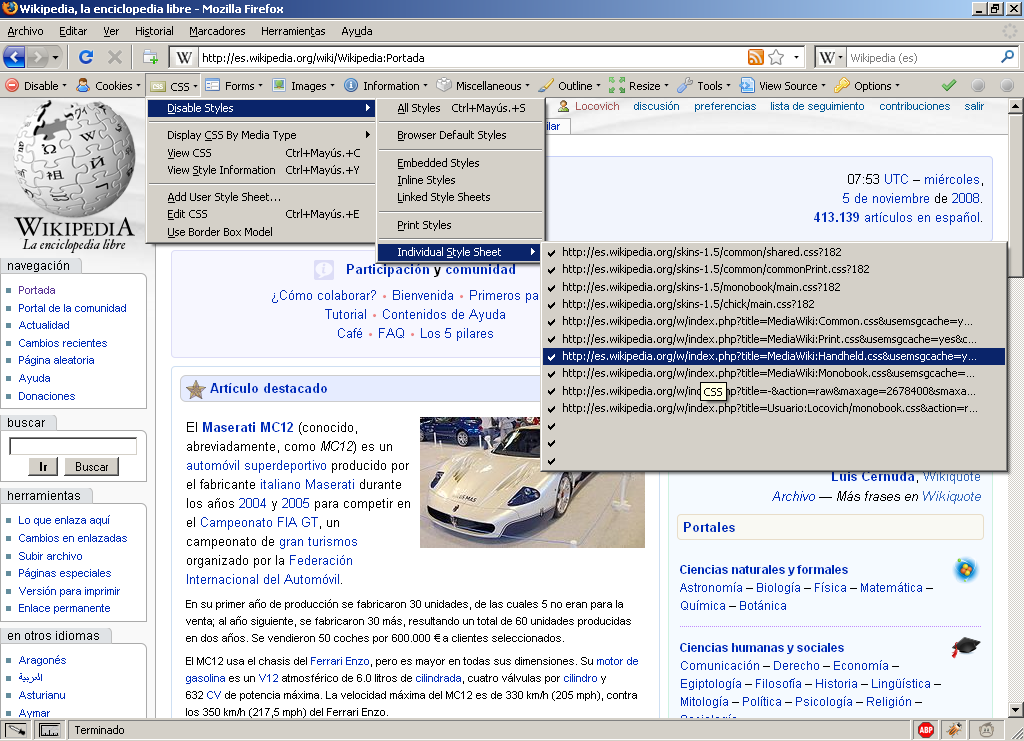
A Web Developer eszköztár

A Web Developer a Mozilla Firefox kiegészítő programja, amely szerkesztési és debugolási szerszámokat nyújt a web-programozóknak. Kompatibilis a Flock, SeaMonkey, újabban a Chrome böngészővel is. A kiegészítőt Chris Pederick fejlesztette ki. A jelenlegi stabil változat az 1.2.2-es, amit 2012. augusztus 29-én adtak ki.
A Web Developer első helyezést ért el a Mozilla 2006. évi „Extend Firefox” versenyén és azon kevés kiegészítők közé tartozik, melyeket kifejezetten ajánlanak a Firefoxon dolgozó programozóknak.